# Asphondylia altani
Asphondylia altani är en tvåvingeart som beskrevs av Ephraim Porter Felt 1915. Asphondylia altani ingår i släktet Asphondylia och familjen gallmyggor.
Artens utbredningsområde är Nicaragua. Inga underarter finns listade i Catalogue of Life.